# Autorità per la vigilanza sui contratti pubblici di lavori, servizi e forniture
L'Autorità per la vigilanza sui contratti pubblici di lavori, servizi e forniture (AVCP) era un'autorità amministrativa indipendente italiana. Nata come Autorità per la vigilanza sui lavori pubblici (AVLP) nel 1994, fu riformata come AVCP nel 2006, per poi essere accorpata nell'Autorità nazionale anticorruzione (ANAC) nel 2014.

## Storia
Tale ente venne istituito nel 1994 con la legge Merloni, per portare ordine nel mondo degli appalti pubblici, ma limitatamente al settore dei lavori di opere e costruzioni.
Con l'approvazione del nuovo codice dei contratti pubblici nel 2006 la struttura dell'Autorità venne completamente riorganizzata per ampliare le sue funzioni, non più limitate ai lavori, bensì anche alle forniture di beni e di servizi, includendo, in pratica, qualunque tipo di appalto effettuato da parte di una pubblica amministrazione.
Il governo Renzi nel 2014 ne dispose la sua soppressione, e i suoi compiti e le sue strutture sono confluite nell'Autorità nazionale anticorruzione (ANAC).

## Funzioni
L'Autorità aveva il compito principale di vigilare sui contratti pubblici di lavori, servizi e forniture in tutti i settori dell'ordinamento, per garantire il rispetto dei principi di trasparenza e correttezza delle gare di appalto, nonché il rispetto delle regole della concorrenza nelle procedure di gara. Vigilava inoltre sul sistema di qualificazione delle imprese SOA (Società organismo di attestazione).
L'AVCP inoltre aveva un potere di segnalazione al Governo, al Parlamento e al Ministero delle Infrastrutture e dei Trasporti di situazioni che potessero portare all'inosservanza o falsa applicazione della normativa sui contratti pubblici. Essa poteva formulare delle proposte in relazione alla legislazione che disciplina i contratti pubblici di lavori, servizi e forniture.
Dal 2004, ogni anno, ha inviato al Governo e al Parlamento e pubblicato una relazione annuale nella quale si rappresentava la situazione nel settore dei contratti pubblici.
Inoltre, l'Autorità su richiesta della stazione appaltante, ovvero dell'amministrazione che ha indetto l'appalto, come pure di una o più delle altre parti sempre dell'appalto, poteva esprimere un parere non vincolante su questioni insorte durante lo svolgimento delle procedure di gara, eventualmente formulando una ipotesi di soluzione.
L'AVCP provvedeva alla raccolta e alla elaborazione dei dati informativi concernenti i contratti pubblici su tutto il territorio nazionale, promuovendo la realizzazione di un sistema informatico con le stazioni appaltanti, le Regioni, per acquisire informazioni in tempo reale sui contratti pubblici.

## Poteri
Al fine di realizzare i suoi compiti istituzionali l'Autorità disponeva di penetranti poteri. Essi si possono riassumere in:
- richiedere alle stazioni appaltanti, alle imprese, a ogni pubblica amministrazione e a ogni ente, anche regionale, operatore economico o persona fisica che ne sia in possesso, qualunque tipo di documento, informazioni e chiarimenti relativamente ai lavori, servizi e forniture pubblici, in corso o da iniziarsi, come pure al conferimento di incarichi per la progettazione, ecc.
- disporre ispezioni, anche su richiesta motivata di chiunque ne abbia interesse, avvalendosi, eventualmente, anche della collaborazione di ogni organo dello Stato
- disporre perizie e analisi economiche o consultare esperti ai fini dell'istruttoria.

L'AVCP aveva a sua disposizione il Corpo della Guardia di finanza, che eseguiva le verifiche e gli accertamenti richiesti agendo con gli stessi poteri di indagine attribuiti al corpo ai fini degli accertamenti relativi all'imposta sul valore aggiunto e alle imposte sui redditi. Da sottolineare che tutte le notizie, le informazioni e i dati acquisiti dalla Guardia di finanza nello svolgimento di tali attività, erano comunicati all'Autorità.
L'Autorità poteva irrogare sanzioni amministrative pecuniarie, commisurate al valore del contratto pubblico cui le violazioni si riferivano. Inoltre, qualora un soggetto cui veniva richiesta l'informazione utile all'Autorità non l'avesse comunicata, ovvero si fosse rifiutata o avesse omesso, senza giustificato motivo di fornirla o anche solo di esibire i documenti chiesti, o se questi non fossero veritieri, questa poteva irrogare forti sanzioni.
Se avesse ravvisato elementi o notizie che potessero configurare ipotesi di reato o, comunque, avessero rilevanza penale, l'Autorità era tenuta a comunicare tutti gli elementi, e le fonti di prova in suo possesso, alla Procura della Repubblica competente. Se invece il contratto fosse stato suscettibile di provocare pregiudizio all'erario pubblico, era tenuta a darne notizia alla Procura generale della Corte dei Conti, con trasmissione di tutti gli atti.

## Composizione
L'Autorità, ai sensi dell'art. 6 del D. Lgs. n. 163/2006, come modificato dall'art. 2, comma 85, del D.L. 3 ottobre 2006, n. 262, convertito dalla legge 24 novembre 2006, n. 286 era un organo collegiale costituito da sette membri, nominati d'intesa dal Presidente della Camera dei deputati e dal Presidente del Senato, scelti tra personalità operanti in settori tecnici, economici e giuridici con riconosciuta professionalità. 
In precedenza i membri erano 5.
L'Autorità era completamente autonoma da un punto di vista contabile, amministrativo, funzionale, di giudizio e non riceveva ordini da qualunque altro organo.
L'ultimo consiglio in carica prima della soppressione dell'AVCP (luglio 2011 - luglio 2014) era composto da:

Presidente:
- Sergio Santoro

Componenti:
- Luciano Berarducci
- Giuseppe Borgia
- Piero Calandra
- Andrea Camanzi (dimessosi in quanto dal 13 luglio 2013 presiede l'Autorità dei trasporti)
- Sergio Gallo
- Alfredo Meocci

## Organizzazione dell'Autorità
L'Autorità era strutturata in: 
- Uffici di diretta collaborazione del presidente
- Uffici dipendenti funzionalmente dal presidente
- il segretario generale
- n. 6 direzioni generali:
  - DG osservatorio dei contratti pubblici - Analisi e studio dei mercati
  - DG osservatorio - Servizi informatici e delle telecomunicazioni
  - DG vigilanza lavori, servizi e forniture
  - DG vigilanza Sistema di qualificazione e sanzionatorio
  - DG Affari generali e contenzioso
  - DG Regolazione del mercato, Legislazione e Studi